# Cycasin
Cycasin ist ein in vielen Vertretern der Palmfarne (Cycadales) vorkommendes Glycosid. Aglycon des Cycasin ist das Methylazoxymethanol, eine Azoxyverbindung.

## Vorkommen

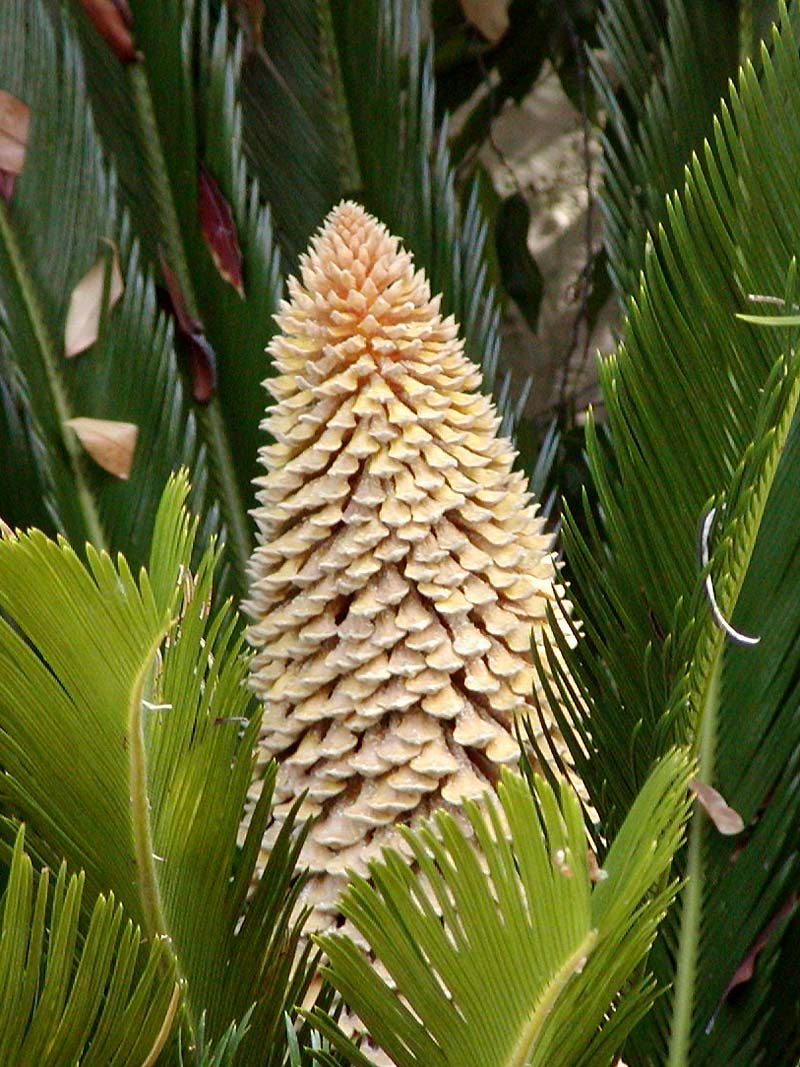
Palmfarn Cycas revoluta

Cycasin kommt in allen Gattungen der Palmfarne vor, etwa in Cycas revoluta und Cycas circinalis. Cycasin kommt in allen Pflanzenteilen vor, besonders hoch ist der Gehalt in jungen Sprossen.

## Giftwirkung

Das Aglycon des Cycasins:
Methylazoxymethanol

Cycasin wie sein Aglycon Methylazoxymethanol sind bei Mensch und Nagetieren leberschädigend und bei Nagetieren krebserregend. Cycasin an sich ist noch nicht giftig, erst das Aglycon. Der letztendlich krebsauslösende Stoff ist erst das Abbauprodukt des Methylazoxymethanols, das Methyldiazonium-Ion, das Nukleinsäuren methyliert.
Beim Menschen führt die Aufnahme von unzureichend gereinigtem Palmfarn-Mehl zu Leberschäden sowie zu neurogenen Effekten. Nach 12 bis 24 Stunden treten Übelkeit und Erbrechen ein, auch Todesfälle sind bekannt. Das häufige Auftreten von Amyotropher Lateralsklerose (ALS) bei Bewohnern von Guam wurde mit der regelmäßigen Aufnahme von Palmfarn-Mehl in Zusammenhang gebracht.
Auch von Nutzvieh, besonders Rindern und Schafen, sind Vergiftungen nach dem Verzehr von Palmfarn-Blättern bekannt. Besonders in Australien waren diese Vergiftungen lange ein großes Problem, sind doch in vielen Gebieten die Palmfarne die einzig grün bleibenden Pflanzen während der Trockenzeit.